# Ferdinand Grumme

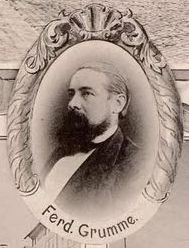
Ferdinand Grumme

Ferdinand Grumme (* 20. April 1829 in Harste im Königreich Hannover; † 1900 in Stockholm) war ein schwedisch-deutscher Seifen- und Parfümeriefabrikant.

## Leben
Ferdinand Grumme begann mit 14 Jahren eine Lehre in Göttingen, die er zwei Jahre später in Eisenach fortsetzte und nach wiederum zwei Jahren als Meister abschloss. Er ging dann für ein Jahr nach Magdeburg und danach zu Europas größter Firma A. Palis in Berlin. Schließlich wurde er Leiter der berühmten Seifen- und Parfümfabrik J. S. Douglas Söhne in Hamburg, die nach Amerika und Westindien exportierte.

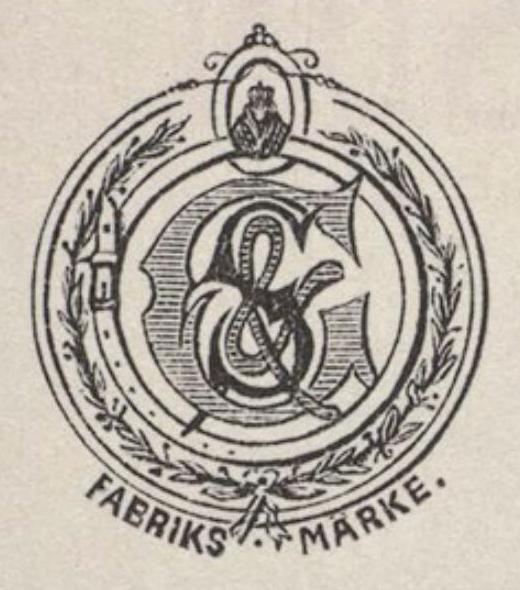
Firmenlogo Grumme & Son.

Danach erhielt er einen Ruf nach Schweden, um hier eine Seifen- und Parfümfabrik aufzubauen. Im Februar 1857 ging er zur dortigen Eisfabrik Hylin & C., wo er bis 1880 Technischer Leiter war. 1882 gründete er mit seinen Söhnen Eduard und Albert und anfangs sechs Beschäftigten in Stockholms Östgötagatan 42 die eigene Firma Grumme & Son. Durch energische Arbeit und kluge Leitung schaffte er es, sein Unternehmen in die vorderste Reihe seiner Branche zu bringen. Ab 1890 wurden auch Furniere hergestellt. Auch das vom Zahnarzt Albin Lenhardtson (1861–1934) erfundene Mundwasser „Stomatol“, dessen antibakteriologische Wirkung gegen Cholera, Typhus und Diphtherie von Louis Pasteur und Robert Koch bestätigt wurde, wurde hergestellt.
Ferdinand Grumme war Mitglied der Deutschen Gesellschaft zu Stockholm. Seine Söhne stifteten 1909 ein Kirchenfenster in der Deutschen Kirche in Stockholm dem Andenken ihres Vaters.
Sein Sohn Albert führte die Firma bis 1923, sein Enkel Carl-Eduard Grumme (1892–1977) bis 1963.